# Jesewitz
Jesewitz – miejscowość i gmina w Niemczech, w kraju związkowym Saksonia, w okręgu administracyjnym Lipsk, w powiecie Nordsachsen, wchodzi w skład związku gmin Eilenburg-West. Do reformy administracyjnej w 2008 gmina leżała w powiecie Delitzsch.
Jesewitz leży ok. 15 km na północny wschód od Lipska i ok. 5 km na południowy zachód od Eilenburga.